# Lionsbridge FC
El Lionsbridge FC es un equipo de fútbol de los Estados Unidos que juega en la USL League Two, la cuarta división de fútbol en el país..

## Historia
Fue fundado el 9 de julio de 2017 como el equipo que representa a la Península de Virginia y que está situada en las ciudades de Newport News, Hampton, Poquoson y James City y su nombre se debe al Lions Bridge, la estructura icónica de la península.
Su propietario es en empresario deportivo Mike Vest y el 14 de noviembre de 2017 se anunció que el equipo sería uno de los equipos de expansión de la Premier Development League (hoy en día USL League Two) para la temporada 2018 y Chris Walley sería el primer entrenador en la historia del equipo.